# Wavre (Familles dites de)
Pour les articles homonymes, voir Wavre (homonymie).
Il y a eu plusieurs familles dites de Wavre,.

## Wavre

### Première famille
La première a porté des feuilles de nénuphars. Elle possédait de grands biens à Woluwé dont les seigneurs, leurs parents sans doute, portaient les mêmes meubles, emprunté à leurs ancêtres, les sires de Saint Gery. Saint Géry était une île au cœur de Bruxelles et les nénuphars rappelaient probablement les marais dont Bruxelles tire son nom. Parmi les seigneurs de Wavre qui ont porté les trois feuilles de nénuphar, on connait :
- Siger, seigneur de Wavre. 1218;
- Jean de Wavre, seigneur de Wavre, 1278;
- Jeen de Wavre, 1303.

Wavre, première famille

### Deuxième famille
La deuxième famille de Wavre est issue de Jean Meeuwe. Elle portait: Brabant à la cotice de gueules brochant sur le tout. Un exemple de ces armoiries se trouve sur une pierre sculptée encastrée dans le parapet du perron au presbytère de Walhain-Notre-Dame.

Wavre, deuxième famille